# Jupiter
Jupiter este a cincea planetă de la Soare și cea mai mare din Sistemul Solar. Este un gigant gazos cu o masă de o miime din cea a Soarelui, dar de două ori și jumătate decât masa totală a tuturor celorlalte planete din Sistemul Solar.
Jupiter este unul dintre cele mai strălucitoare obiecte vizibile cu ochiul liber pe cerul nopții și a fost cunoscut civilizațiilor antice încă de pe vremea istoriei înregistrate. Este numit după zeul roman Jupiter. Când este privit de pe Pământ, Jupiter poate fi suficient de luminos pentru ca lumina sa reflectată să arunce umbre, și este în medie cel de-al treilea obiect natural ca strălucire pe cerul nopții după Lună și Venus.
Jupiter este formată din trei sferturi de hidrogen și un sfert din heliu. Poate avea un nucleu stâncos din elemente mai grele,dar la fel ca celelalte planete gigante, lui Jupiter îi lipsește o suprafață solidă bine definită. Datorită rotației sale rapide, forma planetei este cea a unui elipsoid de rotație (mai turtit la poli și mai bombat la ecuator). Atmosfera exterioară este vizibil segregată în mai multe benzi la latitudini diferite, rezultând turbulențe și furtuni de-a lungul granițelor lor de interacțiune. Cel mai cunoscut detaliu al suprafeței sale este Marea Pată Roșie descoperită în secolul al XVII-lea cu un telescop, care este un anticiclon cu diametrul mai mare decât diametrul Pământului. Planeta are inele greu vizibile și o magnetosferă puternică. Jupiter are 95 de sateliți cunoscuți, printre care se numără cei patru sateliți galileeni descoperiți de Galileo Galilei în 1610. Ganymede, cel mai mare dintre aceștia, are un diametru mai mare decât planeta Mercur.
Pioneer 10 a fost prima navă spațială care a vizitat Jupiter, apropiindu-se cel mai mult de planetă la 4 decembrie 1973; aproximativ un an mai târziu a urmat Pioneer 11. Voyager 1 a vizitat planeta în primăvara anului 1979, urmat de Voyager 2 în luna iulie a aceluiași an. Sonda spațială Galileo a ajuns la Jupiter în 1995. La sfârșitul lunii februarie 2007, Jupiter a fost vizitat de sonda New Horizons, care a folosit gravitația lui Jupiter pentru a-și crește viteza și s-a îndreptat spre Pluto. Cea mai recentă sondă care vizitează Jupiter este  Juno, care a intrat pe orbită în jurul planetei la 4 iulie 2016. Printre viitoarele ținte pentru explorarea sistemul jupiterian se numără satelitul său Europa, pentru oceanul lichid acoperit cu gheață.

## Caracteristici fizice
Jupiter este compus în principal din materii gazoase și lichide. Este cea mai mare planetă din Sistemul Solar, cu un diametru ecuatorial de 142.984 km. Densitatea medie a lui Jupiter, 1.326 g/cm3, este a doua densitate ca mărime printre planetele gigantice, dar mai mică decât densitatea celor patru planete telurice.

### Compoziție
Volumul atmosferei lui Jupiter este format din aproximativ 88-92% hidrogen și 8-12% heliu. Un atom de heliu are de aproximativ patru ori mai multă masă decât un atom de hidrogen, astfel încât compoziția calculată în funcție de ponderea de masă a diferitelor substanțe din atmosferă este diferită. Astfel, în ceea ce privește masa, atmosfera lui Jupiter este formată din aproximativ 75% hidrogen și 24% heliu, aproximativ 1% sunt alte componente. Atmosfera conține urme de metan, vapori de apă, amoniac și compuși pe bază de siliciu. Există, de asemenea, urme de carbon, etan, hidrogen sulfurat, neon, oxigen, fosfină și sulf. Stratul cel mai exterior al atmosferei conține amoniac sub formă de cristale. Observațiile în infraroșu și ultraviolet au confirmat prezența unor urme de benzen și alte hidrocarburi. Interiorul conține materiale mai dense — în funcție de masă este aproximativ 71% hidrogen, 24% heliu și 5% alte elemente.
Proporțiile atmosferice de hidrogen și heliu sunt apropiate de compoziția teoretică a nebuloasei solare primordiale. Neonul din atmosfera superioară are o concentrație de masă de 20 ppm, ceea ce reprezintă aproximativ o zecime din cea găsită la Soare.  Atmosfera este, de asemenea, puțin mai săracă în heliu - conține aproximativ 80% din compoziția de heliu a Soarelui. Reducerea conținutului său poate fi rezultatul condensului și al precipitațiilor de heliu în straturile sale mai profunde.
Studiile  spectroscopice arată că Saturn are o compoziție similară cu Jupiter, dar celelalte planete gigant, Uranus și Neptun, conțin mult mai puțin hidrogen și heliu și  relativ mai multe substanțe volatile.

### Masă și dimensiune

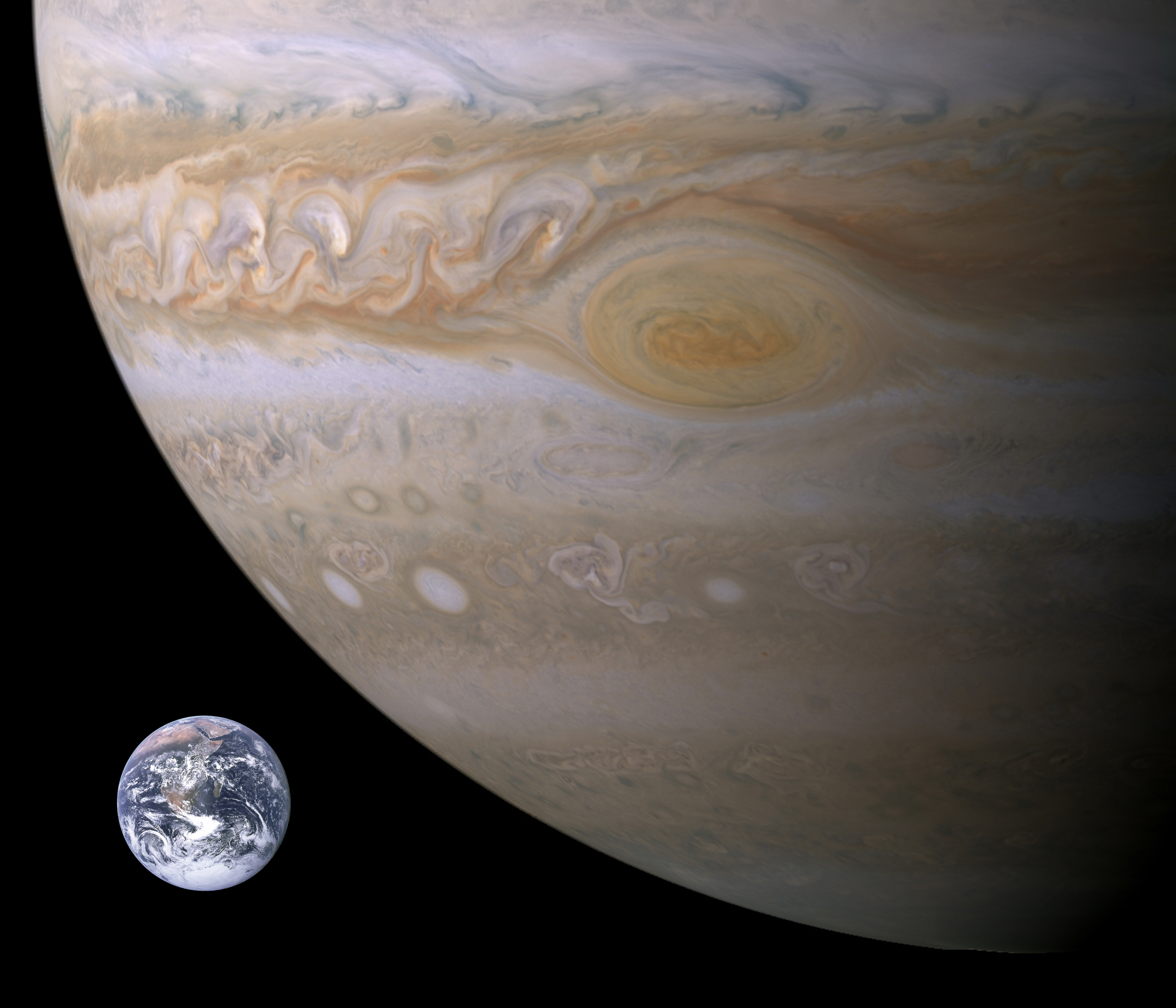
Comparație între dimensiunea lui Jupiter (într-o imagine realizată de nava spațială Cassini) și Pământ.

Masa lui Jupiter este de 2,5 ori mai mare decât masa totală a tuturor celorlalte planete din Sistemul Solar. Este atât de masivă încât baricentrul său cu Soarele (punctul în jurul căruia cele două corpuri se rotesc, centrul de greutate al sistemului) este situat deasupra suprafeței solare, la 1,068 raze solare de centrul astrului. Diametrul lui Jupiter este de 11 ori mai mare decât Pământul, dar are o densitate mult mai mică. Volumul lui Jupiter este de 1,321 de ori mai mare decât volumul Pământului, iar masa sa de 318 ori mai mare decât masa Pământului. Raza lui Jupiter este de aproximativ 1/10 din raza Soarelui, iar masa sa este de 0,001 ori mai mare decât a Soarelui, deci densitățile celor două corpuri sunt similare. O „masă Jupiter” (MJ sau MJUP) este adesea folosită ca unitate pentru determinarea masei altor obiecte, în special a planetelor extrasolare și a piticelor cenușii. De exemplu, planeta HD 209458 b are o masă de 0,69 MJ, în timp ce Kappa Andromedae b are o masă de 12,8 MJ.
Modelele teoretice indică faptul că, dacă Jupiter ar avea mult mai multă masă decât în prezent, s-ar micșora. Pentru mici modificări de masă, raza nu s-ar schimba în mod apreciabil, iar peste 500 M⊕ (1,6 mase Jupiter) interiorul ar deveni mult mai comprimat sub presiunea crescută, încât volumul său ar scădea în ciuda creșterii cantității de materie. Din acest motiv, se crede că Jupiter este o planetă cu diametrul maxim pe care un corp cu o astfel de compoziție și evoluție îl poate atinge. Unele planete extrasolare au diametre mai mari, dar sunt corpuri mult mai apropiate de stelele lor; dimensiunile mai mari sunt rezultatul unei temperaturi mult mai mari. Procesul de contracție suplimentară pe măsură ce masa crește continuă până când reacțiile de fuziune se aprind, ceea ce poate apărea în cazul unei pitice cenușii cu o masă de aproximativ 50 de mase Jupiter. Din acest motiv, unii astronomi numesc Jupiter o „stea eșuată”, deși nu este clar dacă procesele asociate cu formarea planetelor, cum ar fi Jupiter, sunt similare cu formarea mai multor sisteme stelare.
Deși Jupiter ar trebui să fie de aproximativ 75 de ori mai masivă pentru a fuziona hidrogenul și a deveni o stea, cea mai mică pitică roșie are o rază cu doar aproximativ 30% mai mare decât Jupiter. În ciuda lipsei reacțiilor termonucleare din interior, Jupiter radiază încă mai multă căldură decât primește de la Soare; cantitatea de căldură produsă în interiorul acesteia este similară cu radiația solară totală pe care o primește. Această radiație suplimentară este generată conform mecanismului Kelvin–Helmholtz prin contracție adiabatică. În urma acestui proces, Jupiter se micșorează cu aproximativ 3 cm pe an. După formare, Jupiter era mult mai fierbinte și avea aproximativ de două ori diametrul său actual.

### Structura internă

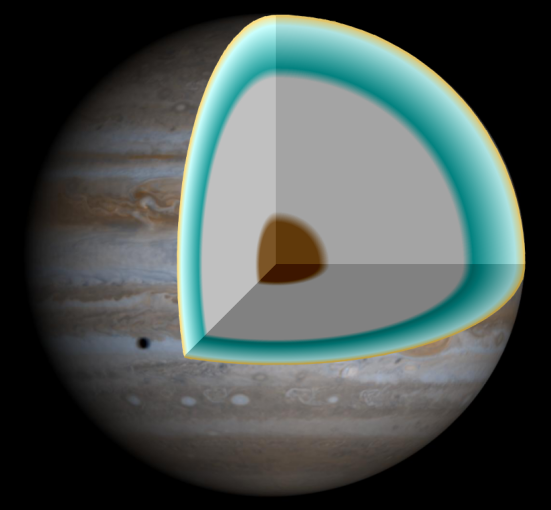
Model de structură internă a lui Jupiter, cu un nucleu stâncos înconjurat de un strat de hidrogen metalic

Se crede că Jupiter este format dintr-un nucleu dens care conține diverse elemente, înconjurat de un strat de hidrogen metalic lichid cu adăugare de heliu, care se extinde spre exterior la aproximativ 78% din raza planetei, și un strat exterior care constă în principal din hidrogen molecular. În afară de acest contur general, structura interioară nu este cunoscută. Misiunea Juno, care a ajuns în iulie 2016, a descoperit că Jupiter are un miez foarte difuz, amestecat în manta. O posibilă cauză este un impact cu o planetă de aproximativ zece mase de Pământ la câteva milioane de ani după formarea lui Jupiter, care ar fi perturbat un nucleu jovian inițial solid.
Deasupra stratului de hidrogen metalic se află o atmosferă interioară transparentă de hidrogen. La această adâncime, presiunea este deasupra presiunii critice a hidrogenului de 1,2858 MPa și temperatura deasupra temperaturii critice de numai 32,938 K. În această stare, nu există  o limită clară între diferite faze de hidrogen (lichid, gazos) - se spune că hidrogenul se află într-o stare fluidă supercritică. Este convenabil să tratăm hidrogenul drept gazul care se extinde în jos de la stratul de nor până la o adâncime de aproximativ 1.000 km, și ca lichid în straturi mai adânci. Fizic, nu există o graniță clară - gazul devine mai cald și mai dens pe măsură ce coboară. Picăturile sub formă de ploaie de heliu și neon se precipită în jos prin atmosfera inferioară, epuizând abundența acestor elemente în atmosfera superioară.
Conform mecanismului Kelvin-Helmholtz, temperatura și presiunea din Jupiter cresc constant.  La nivelul presiunii de 10 bari (1 MPa), temperatura este în jur de 340 K (67 °C). În regiunea fază de tranziție în care hidrogenul - încălzit dincolo de punctul său critic - devine metalic, se calculează că temperatura este de 10.000 K (9.700 °C), iar presiunea este de 200 GPa. Temperatura la limita nucleului este estimată la 36.000 K (35.700 °C), iar presiunea interioară este de aproximativ 3.000-4.500 GPa.

### Atmosferă
Jupiter are cea mai mare atmosferă planetară din Sistemul Solar, care se întinde pe o altitudine de 5.000 km. Deoarece Jupiter nu are suprafață, baza atmosferei sale este de obicei considerată a fi punctul în care presiunea atmosferică este egală cu 100 kPa.

#### Straturi de nori
Jupiter este acoperit perpetuu cu nori compuși din cristale de amoniac și posibil hidrosulfură de amoniu. Norii sunt localizați în tropopauză și sunt aranjați în benzi de diferite latitudini, cunoscute sub numele de regiuni tropicale. Acestea sunt sub-împărțite în zone cu nuanțe mai deschise și centuri mai închise. Interacțiunile acestor structuri provoacă furtuni și turbulențe.  Viteza vântului în aceste regiuni atinge adesea 100 m/s (360 km/h). S-a observat că zonele variază pe lățime, culoare și intensitate de la an la an, dar au rămas suficient de stabile pentru ca oamenii de știință să le ofere denumiri de identificare.

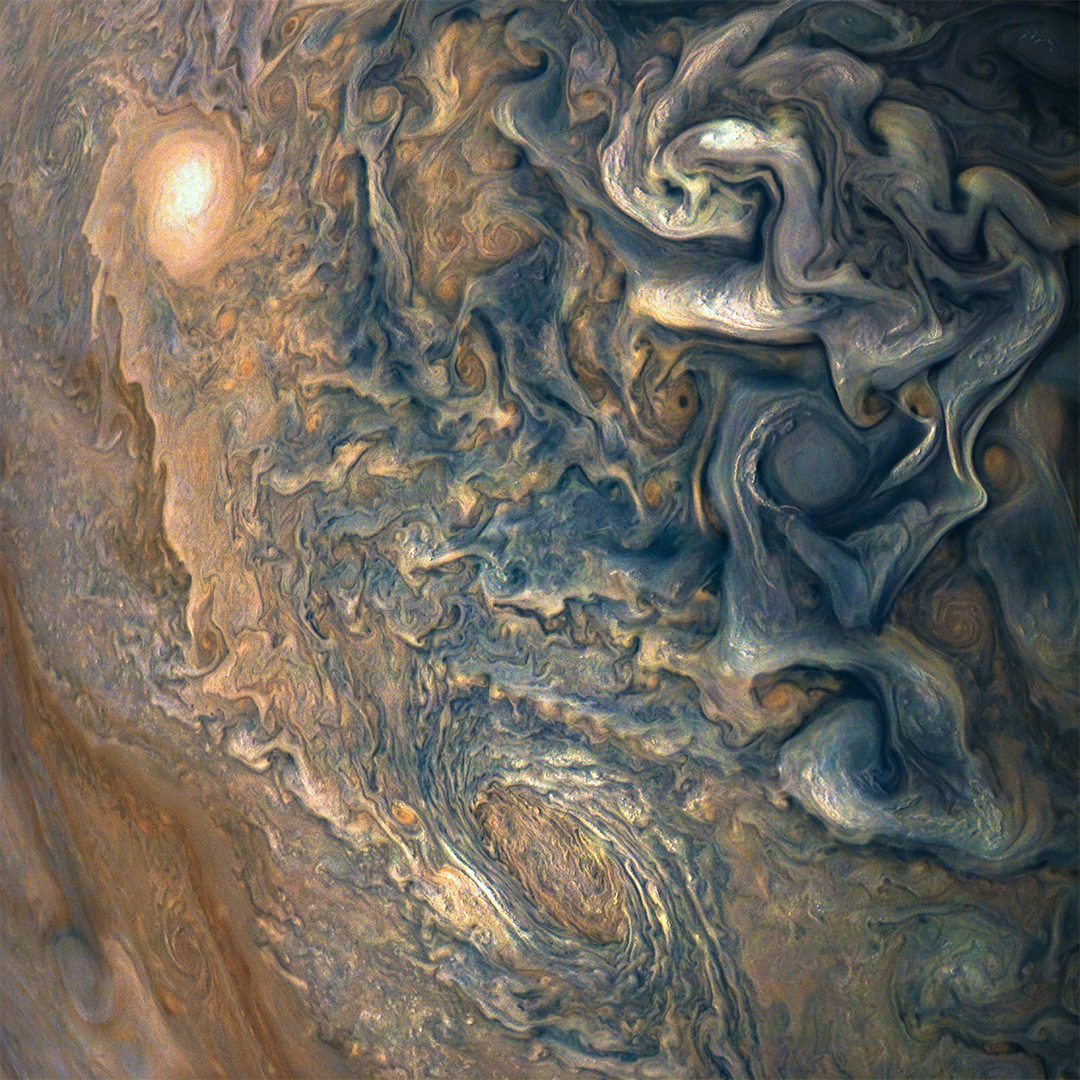
Norii lui Jupiter, (Juno; decembrie 2017)

Stratul de nori are o adâncimea de aproximativ 50 km și constă din cel puțin două punți de nori: o punte inferioară groasă și o regiune mai clară. De asemenea, poate exista un strat subțire de nori de apă care stau la baza stratului de amoniac. Acest strat este evidențiat prin sclipiri de fulgere detectate în atmosfera lui Jupiter. Descărcările electrice pot fi de până la o mie de ori mai puternice decât fulgerele de pe Pământ. Se presupune că norii de apă generează furtuni la fel ca furtunile terestre, conduse de aportul de căldură din interiorul planetei.
Culoarea portocalie și maro a norilor lui Jupiter este cauzată de compuși care își schimbă culoarea atunci când sunt expuși la lumina ultravioletă de la Soare. Compoziția lor exactă rămâne necunoscută, dar se crede că substanțele sunt: fosfor, sulf și eventual hidrocarburi. Acești compuși colorați, cunoscuți sub numele de cromofori, se amestecă cu puntea de nori mai caldă și inferioară. Zonele luminoase apar când mișcarea în sus în interiorul celulelor convective provoacă cristalizarea amoniacului, ale cărui cristale acoperă norii inferiori.
Înclinarea axială scăzută a lui Jupiter înseamnă că polii primesc constant mai puțin radiații solare decât în regiunea ecuatorială a planetei. În același timp, convecția din interiorul planetei transportă mai multă energie către poli, echilibrând temperaturile la nivelul stratului de nori.

#### Marea Pată Roșie și alte furtuni

Secvență din abordarea lui Voyager 1, care arată mișcarea benzilor atmosferice și circulația Marii Pete Roșii. Înregistrat pe parcursul a 32 de zile cu o fotografie făcută la fiecare 10 ore (o zi joviană). Consultați video de dimensiuni mari.

Cea mai cunoscută caracteristică a lui Jupiter este Marea Pată Roșie, o furtună anticiclonică persistentă, situată la 22° sud de ecuator, al cărei diametru este mai mare decât diametrul Pământului. Existența sa este cunoscută încă cel puțin din anul 1831, probabil a fost observată încă din 1665.  Imaginile Telescopului spațial Hubble au arătat până la două „pete roșii” adiacente Marii Pete Roșii. Furtuna este suficient de mare pentru a fi vizibilă prin telescoapele terestre cu o apertură de 12 cm sau mai mare. Obiectul oval se rotește în sens invers acelor de ceasornic, cu o frecvență de aproximativ șase zile. Altitudinea maximă a acestei furtuni este de aproximativ 8 km deasupra norilor din jur.

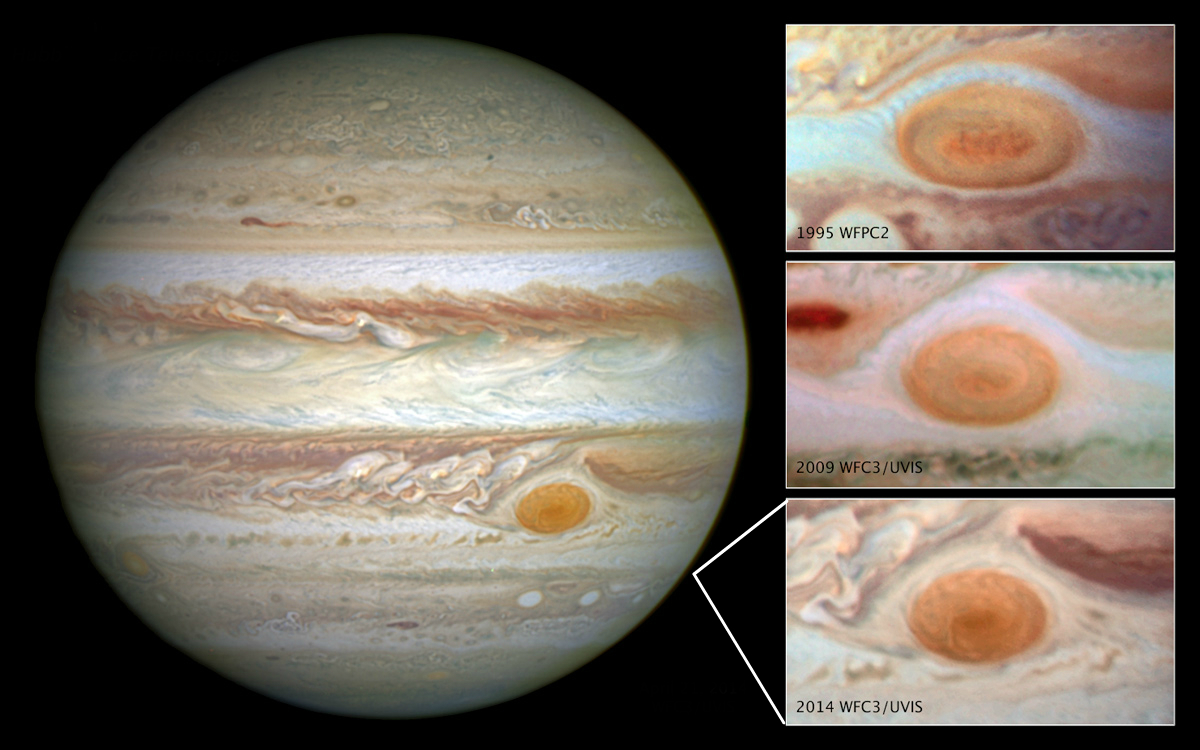
Marea Pată Roșie este în scădere ca dimensiune (15 mai 2014).

Marea Pată Roșie este suficient de mare pentru a adăposti Pământul în limitele sale. Modelele matematice sugerează că furtuna este stabilă și poate fi o caracteristică permanentă a planetei. Cu toate acestea, a scăzut semnificativ în dimensiune de la descoperirea sa. Primele observații de la sfârșitul anilor 1800 au arătat că avea aproximativ 41.000 de km. În timpul survolurilor Voyager din 1979, furtuna avea o lungime de 23.300 km și o lățime de aproximativ 13.000 km. Observațiile Hubble din 1995 au arătat că a scăzut din nou în dimensiuni până la 20.950 km, iar observațiile din 2009 au arătat o dimensiune de 17.910 km. În 2015 furtuna avea aproximativ 16.500 km lungime și 10.940 km lățime, și scade în lungime cu aproximativ 930 km pe an.
Furtuni precum acestea sunt comune în atmosfera turbulentă a planetelor gigantice. Jupiter are de asemenea ovale albe și ovale brune, care sunt furtuni fără nume. Ovalele albe constau de obicei din nori relativ răcoroși, situați în atmosfera superioară. Ovalele brune sunt mai calde și sunt situate în „stratul normal de nor”. Astfel de furtuni pot dura doar câteva ore sau se pot întinde  timp de secole.

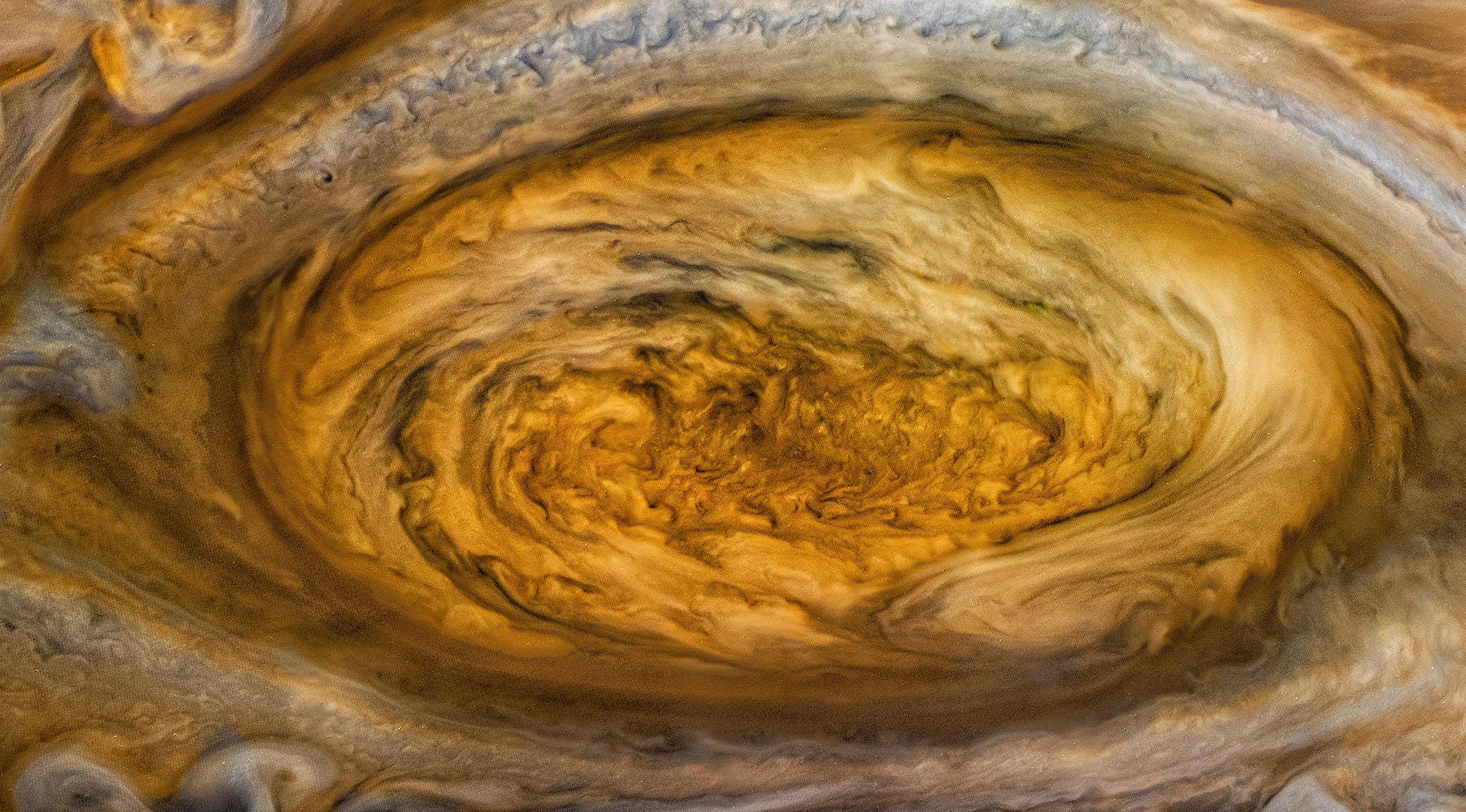
Marea Pată Roșie

Chiar înainte ca misiunea Voyager să demonstreze că Marea Pată Roșie este un sistem de furtuni, au  existau dovezi puternice că locul nu putea fi asociat cu vreun fenomen care se petrece adânc pe planetă întrucât Pata se rotește diferit față de restul atmosferei, uneori mai rapid și alteori mai lent.
Ca urmare a contopirii mai multor ovale albe în anul 2000, un fenomen similar cu Marea Pată Roșie s-a format în atmosfera emisferei sudice, dar mai mic.  Ovale albe care fac parte din furtună au fost observate pentru prima dată în 1938. De la înființare, a crescut în forță și și-a schimbat culoarea de la alb la roșu. Sistemul de furtună nou creat este denumit Oval BA sau Mica Pată Roșie.
În aprilie 2017, oamenii de știință au raportat descoperirea unui „Mare Punct Rece” în termosfera lui Jupiter, la polul său nord, care are 24.000 km lungime, 12.000 km lățime și cu 200 °C mai rece decât materialul din jur. A fost descoperită de cercetătorii de la Very Large Telescope din Chile, care au căutat apoi date arhivate. Au descoperit că, în timp ce Pata își schimbă dimensiunea, forma și intensitatea pe termen scurt, aceasta și-a menținut poziția generală în atmosferă mai mult de 15 ani de date disponibile. Oamenii de știință cred că Pata este un vortex uriaș asemănător cu Marea Pată Roșie și, de asemenea, pare a fi cvasi-stabilă ca și vortexurile din termosfera Pământului. Interacțiunile dintre particulele încărcate generate de Io și câmpul magnetic puternic al planetei au dus probabil la redistribuirea fluxului de căldură, formând Pata.

### Magnetosferă

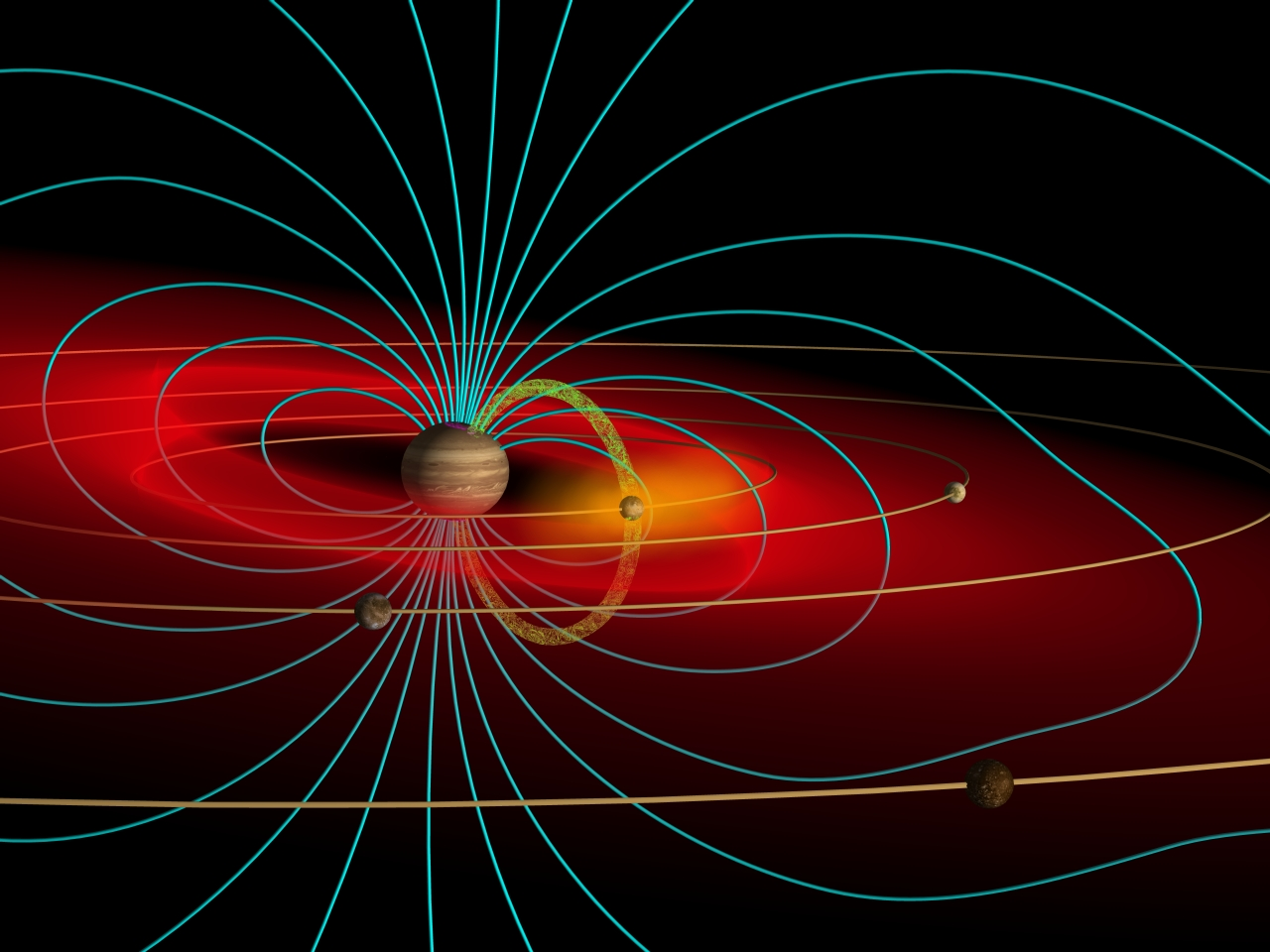
Reprezentarea schematică a magnetosferei lui Jupiter. Liniile de forță ale câmpului magnetic sunt indicate în turcoaz; torul materiei ionizate pe orbita lui Io este marcat cu roșu, culoarea galbenă indică poziția norului de particule neutre care vin de pe satelit.

Câmpul magnetic al lui Jupiter este de paisprezece ori mai puternic decât cel al Pământului, variind de la 4,2 gauss (0,42 mT) la ecuator până la 10-14 gauss (1,0-1,4 mT) la poli, ceea ce îl face cel mai puternic din Sistemul Solar (cu excepția petelor solare).
Se consideră că acest câmp este generat de curenții turbionari - mișcări de rotire a materialelor conductoare - în miezul de hidrogen metalic lichid. Vulcanii de pe satelitul Io emit cantități mari de dioxid de sulf care formează un tor de gaz de-a lungul orbitei satelitului. Câmpul, formând o magnetosferă extinsă în afara planetei, oprește particulele ionizate ale vântului solar. Electronii derivați din plasma prinsă în magnetosferă (comparați cu centurile Van Allen) ionizează dioxidul de sulf furnizat de activitatea vulcanică pe satelitul Io, formând un nor în formă de tor în jurul planetei. Moleculele de hidrogen din atmosfera lui Jupiter sunt de asemenea prinse în magnetosferă. Electronii din magnetosferă generează un zgomot radio care produce emisii în intervalul 0,6-30 MHz.
La o distanță de aproximativ 75 de raze Jupiter de planetă, interacțiunea dintre magnetosferă și vântul solar creează un arc de șoc. În jurul magnetosferei lui Jupiter se află o magnetopauză.  Vântul solar interacționează cu aceste regiuni, alungind magnetosfera de pe partea stângă a lui Jupiter și extinzând-o spre exterior până aproape de a ajunge pe orbita lui Saturn. Primii patru sateliți ca mărime ai lui Jupiter orbitează în interiorul magnetosferei, care îi protejează de vântul solar.
Magnetosfera Jupiter este responsabilă pentru episoadele intense de emisie radio din regiunile polare ale planetei. Activitatea vulcanică de pe Io injectează gaz în magnetosfera lui Jupiter, producând un torent de particule în jurul planetei. Mișcarea lui Io prin acest torent creează unde Alfvén care transportă materia ionizată în regiunile polare ale lui Jupiter. Ca urmare, undele radio sunt generate ca radiații ciclotronice, iar energia este transmisă de-a lungul unei suprafețe în formă de con. Când Pământul traversează acest con, intensitatea undelor radio de la Jupiter poate depăși intensitatea emisiilor solare.

## Orbită și rotație

Orbita lui Jupiter și a altor planete exterioare ale Sistemului Solar

Jupiter este singura planetă pentru care centrul de masă al sistemului planetă-Soare este deasupra suprafeței Soarelui. Distanța medie dintre Jupiter și Soare este de 778 milioane km (de aproximativ 5,2 ori distanța medie dintre Pământ și Soare, sau 5,2 au) și completează o orbită la fiecare 11,86 ani. Perioada orbitală este de două cincimi din perioada orbitală a lui Saturn, ceea ce indică o rezonanță între cele mai mari două planete ale Sistemului Solar. Orbita eliptică a lui Jupiter este înclinată cu 1,31° în comparație cu Pământul. Deoarece excentricitatea orbitei sale este de 0,048, distanța dintre Jupiter și Soare variază cu 75 de milioane de km între perifeliu (distanța cea mai apropiată) și afeliu (distanța cea mai mare).
Înclinarea axială a lui Jupiter este relativ mică: doar 3,13°. În consecință, nu suferă modificări sezoniere semnificative, spre deosebire de Pământ și Marte.
Jupiter este planeta care se rotește cel mai rapid în jurul propriei sale axe dintre toate planetele Sistemului Solar - perioada sa de rotație este mai mică de zece ore. Acest lucru creează o protuberență ecuatorială care este ușor de observat de pe Pământ chiar și de un telescop amator. Planeta are forma unui sferoid turtit, ceea ce înseamnă că diametrul de-a lungul ecuatorului său este mai lung decât diametrul măsurat între poli. Pe Jupiter, diametrul ecuatorial este cu 9.275 km mai lung decât diametrul măsurat între poli.
Deoarece Jupiter nu este un corp solid, atmosfera sa superioară suferă o rotație diferențială. Rotația atmosferei polare a lui Jupiter este cu aproximativ 5 minute mai lungă decât cea a atmosferei ecuatoriale; trei sisteme sunt utilizate drept cadre de referință. Sistemul I se aplică de la latitudinile 10 °N până la 10 °S; perioada sa este cea mai scurtă a planetei, la 9h 50m 30.0s. Sistemul II se aplică la toate latitudinile de nord și sud de acestea; perioada sa este de 9h 55m 40,6s. Sistemul III a fost definit pentru prima dată de radioastronomi și corespunde rotației magnetosferei planetei; perioada sa este rotația oficială a lui Jupiter.

## Istoricul cercetării și explorării

### Cercetare pre-telescopică

Model în Almagest al mișcării longitudinale a lui Jupiter (☉) în raport cu Pământul (⊕)

Observarea lui Jupiter datează cel puțin din timpul astronomiei babiloniene din secolul al VII-lea sau al VIII-lea î.Hr. Chinezii antici, de asemenea, au observat orbita lui Suìxīng (歲星) și i-au stabilit ciclul de 12 ramuri terestre; limba chineză folosește în continuare numele său (simplificat ca 岁) atunci când se referă la ani. Până în secolul al IV-lea î.Hr., aceste observații s-au dezvoltat în zodiacul chinezesc. Aceste credințe supraviețuiesc în unele practici religioase taoiste și în cele douăsprezece animale ale zodiacului din Asia de Est. Istoricul chinez Xi Zezong a susținut că Gan De, un astronom antic chinez, a descoperit unul din sateliții lui Jupiter în 362 î.Hr., cu ochiul liber.  Dacă acest lucru este adevărat, atunci această descoperire anticipează descoperirea lui Galileo cu aproape două milenii. Acest lucru este posibil deoarece sateliții galileeni pot fi văzuți cu ochiul liber în condiții favorabile, deși se sting de obicei în strălucirea lui Jupiter. În lucrarea sa din secolul al II-lea Almagest, astronomul grec Claudius Ptolemaeus a construit un model planetar geocentric bazat pe deferenti și epicicluri pentru a explica mișcarea lui Jupiter în raport cu Pământul, estimând perioada orbitală în jurul Pământului ca 4332,38 zile sau 11,86 ani.

### Observații telescopice terestre

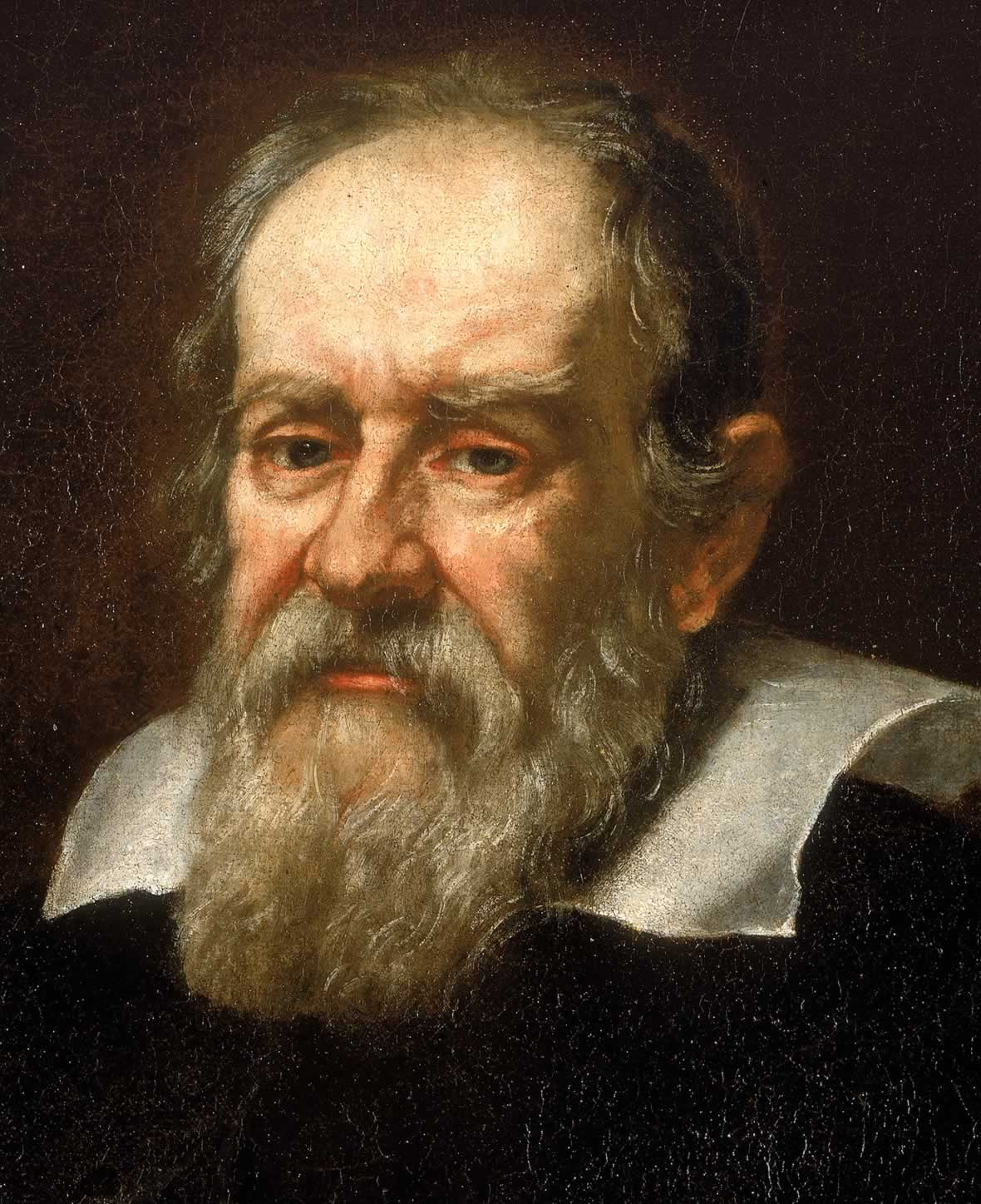
Galileo Galilei, descoperitorul celor patru sateliți mari ai lui Jupiter, acum cunoscuți sub numele de sateliții galileeni.

În 1610, astronomul italian Galileo Galilei a descoperit,cu ajutorul unui telescop pe care l-a construit, patru dintre cei mai mari sateliți ai lui Jupiter (acum cunoscuți sub numele de sateliții galileeni). Această descoperire este considerată prima observație telescopică a sateliților non-tereștri. La o zi după Galileo, Simon Marius a descoperit în mod independent sateliți în jurul lui Jupiter, deși nu și-a publicat descoperirea într-o carte până în 1614. Au rămas denumirile date de Marius pentru cei patru sateliți: Io, Europa, Ganymede și Callisto. Aceste descoperiri au reprezentat prima dovadă că mișcarea corpurilor cerești nu este numai în jurul Pământului. A devenit un argument important în favoarea teoriei heliocentrice a lui Copernic. Sprijinul deschis al lui Galileo pentru teoria lui Copernic l-a plasat sub amenințarea Inchiziției.
În anii 1660, Giovanni Cassini a observat pete și dungi colorate pe Jupiter folosind un nou telescop și, de asemenea, a observat că planeta părea turtită; adică aplatizată la poli. De asemenea, el a fost capabil să estimeze perioada de rotație a planetei. În 1690, Cassini a observat că atmosfera este supusă unei rotații diferențiale.
Este posibil ca Marea Pată Roșie, o caracteristică proeminentă în formă ovală în emisfera sudică a planetei, să fi fost observată încă din 1664 de Robert Hooke și în 1665 de Cassini, deși acest lucru este contestat. Astronomul german Heinrich Schwabe a produs primul desen cunoscut pentru a arăta detalii despre Marea Pată Roșie în 1831.
Marea Pată Roșie a fost pierdută din vedere în mai multe rânduri între 1665 și 1708, înainte de a deveni destul de vizibil în 1878. A fost înregistrată ca decolorată din nou în 1883 și la începutul secolului XX. Acest lucru ar fi putut fi rezultatul unei scăderi temporare a intensității acestui anticiclon, care se crede că dă materialul mai întunecat preluat din straturile mai adânci ale atmosferei.
Atât Giovanni Borelli, cât și Cassini au realizat cu atenție tabele ale mișcărilor sateliților lui Jupiter, permițând predicțiile momentelor în care sateliții vor trece înainte sau în spatele planetei. În anii 1670, s-a observat că atunci când Jupiter se afla în partea opusă Soarelui față de Pământ, aceste evenimente aveau loc cu 17 minute mai târziu decât se aștepta. Ole Rømer a dedus că lumina nu circulă instantaneu (concluzie pe care Cassini a respins-o anterior), și această discrepanță de sincronizare a fost utilizată pentru a estima viteza luminii.
În 1892, E. E. Barnard a observat un al cincilea satelit al lui Jupiter folosind un refractor de 910 mm la Observatorul Lick din California. Descoperirea acestui obiect relativ mic relativ mic, mărturie a vederii sale puternice, l-a făcut repede celebru. Mai târziu, acest satelit a fost numit Amalthea. A fost ultimul satelit planetar descoperit direct prin observarea vizuală.

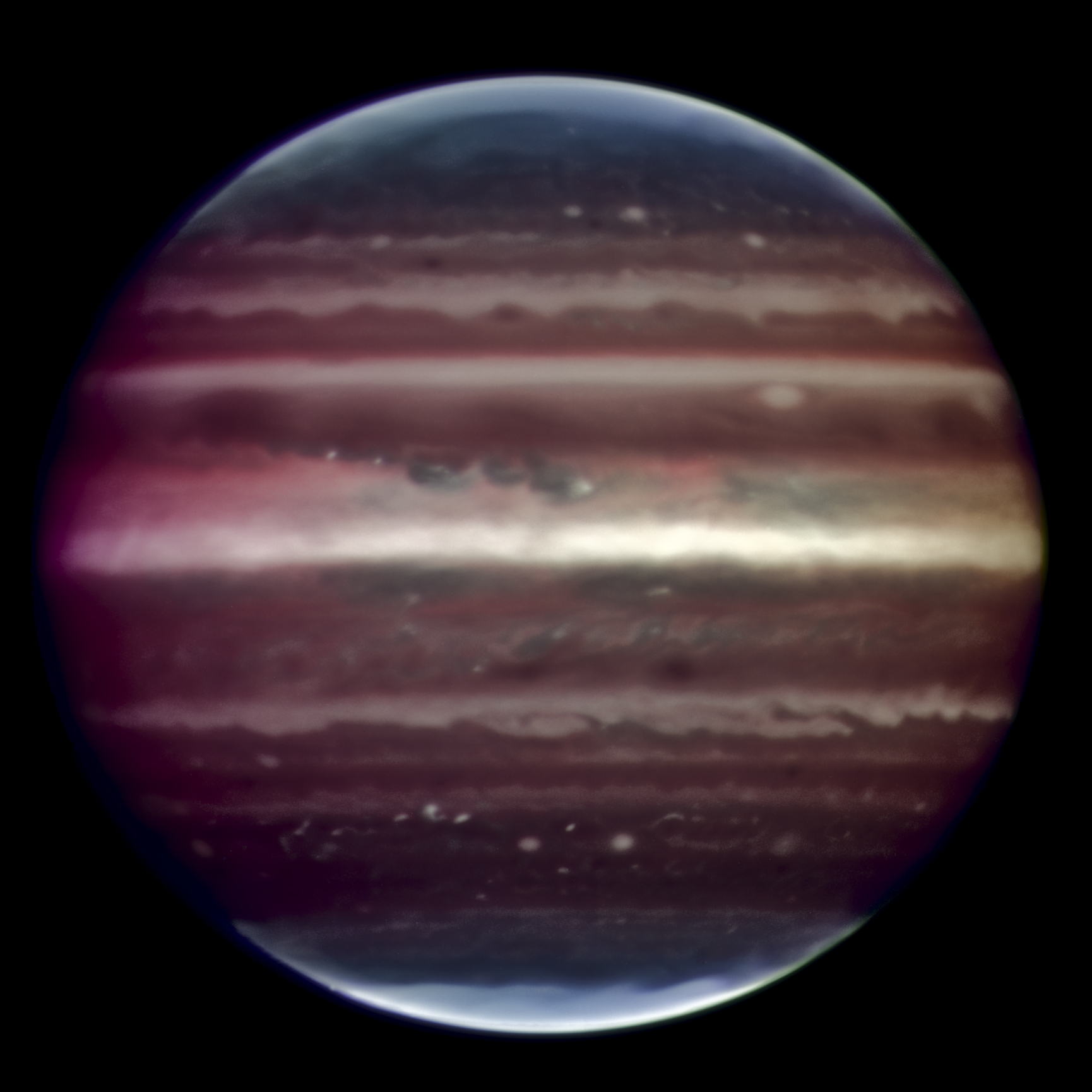
Imaginea infraroșie a lui Jupiter, realizata de Very Large Telescope al ESO.

În 1932, Rupert Wildt a identificat liniile spectrale ale amoniacului și metanului în spectrul lui Jupiter.
Au fost observate trei ovale albe în centura temperată sudică a atmosferei lui Jupiter, care sunt anticicloni puternici. Timp de câteva decenii acestea au rămas clar vizibile, apropiindu-se ocazional, dar rămânând formațiuni separate. În 1998, două dintre aceste ovale s-au contopit într-un singur sistem de furtună, care apoi a absorbit al treilea în 2000, devenind Oval BA.

### Cercetarea cu radiotelescopul
În 1955, Bernard Burke și Kenneth Franklin au detectat emisii de semnale radio provenite de la Jupiter cu o frecvență de 22,2 MHz. Perioada acestor emisii se potrivește cu rotația planetei și, de asemenea, ei au putut folosi aceste informații pentru a rafina rata de rotație. S-a constatat că emisiile radio de la Jupiter au două forme: emisii lungi, care durează până la câteva secunde, și emisii scurte, care au o durată mai mică de o sutime de secundă. 
Oamenii de știință au descoperit că există trei forme de semnale radio transmise de la Jupiter.
- Emisiile radio decametrice (cu o lungime de undă de zeci de metri) variază în funcție de rotația lui Jupiter și sunt influențate de interacțiunea lui Io cu câmpul magnetic al lui Jupiter.[96]
- Emisiile radio decimetrice (cu lungimi de undă măsurate în centimetri) observate pentru prima dată de Frank Drake și Hein Hvatum în 1959.[34] Originea acestui semnal provenea de la o centură în formă de tor în jurul ecuatorului lui Jupiter. Acest semnal este cauzat de radiația ciclotronă de la electroni care sunt accelerați în câmpul magnetic al lui Jupiter.[97]
- Radiația termică este radiată prin atmosfera lui Jupiter.[34]

### Explorare
Din 1973, o serie de nave spațiale automatizate au vizitat Jupiter. Prima a fost Pioneer 10, prima navă spațială care s-a apropiat suficient de Jupiter pentru a trimite înapoi date despre proprietățile și fenomenele celei mai mari planete a Sistemului Solar. Zborurile către alte planete se efectuează în detrimentul energiei, care este adesea descrisă de parametrul delta-v, adică schimbarea vitezei nete a navei spațiale.
Intrarea pe un transfer orbital Hohmann de pe orbita joasă a Pământului spre Jupiter necesită o delta-v egală cu 6,3 km/s, care este comparabilă cu delta-v necesară pentru a ajunge pe orbita joasă a Pământului, egală cu 9,7 km/s. Asistența gravitațională poate fi folosită pentru zboruri interplanetare, economisind energie însă cu costul unei durate de zbor mult mai lungi.

#### Misiuni de survol
| Navă spațială | Cea mai mare apropiere | Distanța       |
| ------------- | ---------------------- | -------------- |
| Pioneer 10    | 3 decembrie 1973       | 130.000 km     |
| Pioneer 11    | 4 decembrie 1974       | 34.000 km      |
| Voyager 1     | 5 martie 1979          | 349.000 km     |
| Voyager 2     | 9 iulie 1979           | 570.000 km     |
| Ulysses       | 8 februarie 1992       | 408.894 km     |
| Ulysses       | 4 februarie 2004       | 120.000.000 km |
| Cassini       | 30 decembrie 2000      | 10.000.000 km  |
| New Horizons  | 28 februarie 2007      | 2.304.535 km   |

Începând cu 1973, mai multe nave spațiale au zburat în jurul planetei, apropiindu-se de o distanță convenabilă pentru observarea lui Jupiter. Misiunile Pioneer au obținute primele imagini prim-plan cu atmosfera lui Jupiter și cu unii dintre sateliți săi. S-a constatat că radiațiile din apropierea planetei erau mult mai puternice decât se așteptau, dar ambele sonde Pioneer au reușit să supraviețuiască în acest mediu. Traiectoriile acestor nave spațiale au fost utilizate pentru a rafina estimările de masă ale sistemului jovian. Ocultarea semnalelor radio de către planetă a ajutat la determinarea mai bună a diametrului lui Jupiter și a aplatizării sale.
Șase ani mai târziu, misiunile Voyager au îmbunătățit mult înțelegerea sateliților galileeni și au descoperit inelele lui Jupiter. De asemenea, ele au confirmat că Marea Pată Roșie era un imens anticiclon. Comparația de imagini a arătat că Pata Roșie și-a schimbat culoarea de la misiunile Pioneer, de la portocaliu la maro închis. De-a lungul căii orbitale a lui Io a fost descoperit un tor de atomi ionizați  și pe suprafața satelitului au fost descoperite urme de erupții vulcanice; unii vulcani au fost activi chiar în timpul misiunii. În timp ce nava spațială trecea în spatele planetei, a observat fulgerări în atmosfera de noapte.
Următoarea misiune trimisă la Jupiter a fost sonda spațială Ulysses, care a folosit o manevră gravitațională lângă Jupiter pentru a ajunge pe orbită în jurul Soarelui. În timpul acestui zbor, sonda a efectuat cercetări asupra magnetosferei lui Jupiter. Ulysses nu avea camere foto, așa că nu au fost făcute imagini. Al doilea survol a avut loc șase ani mai târziu însă la o distanță mult mai mare.

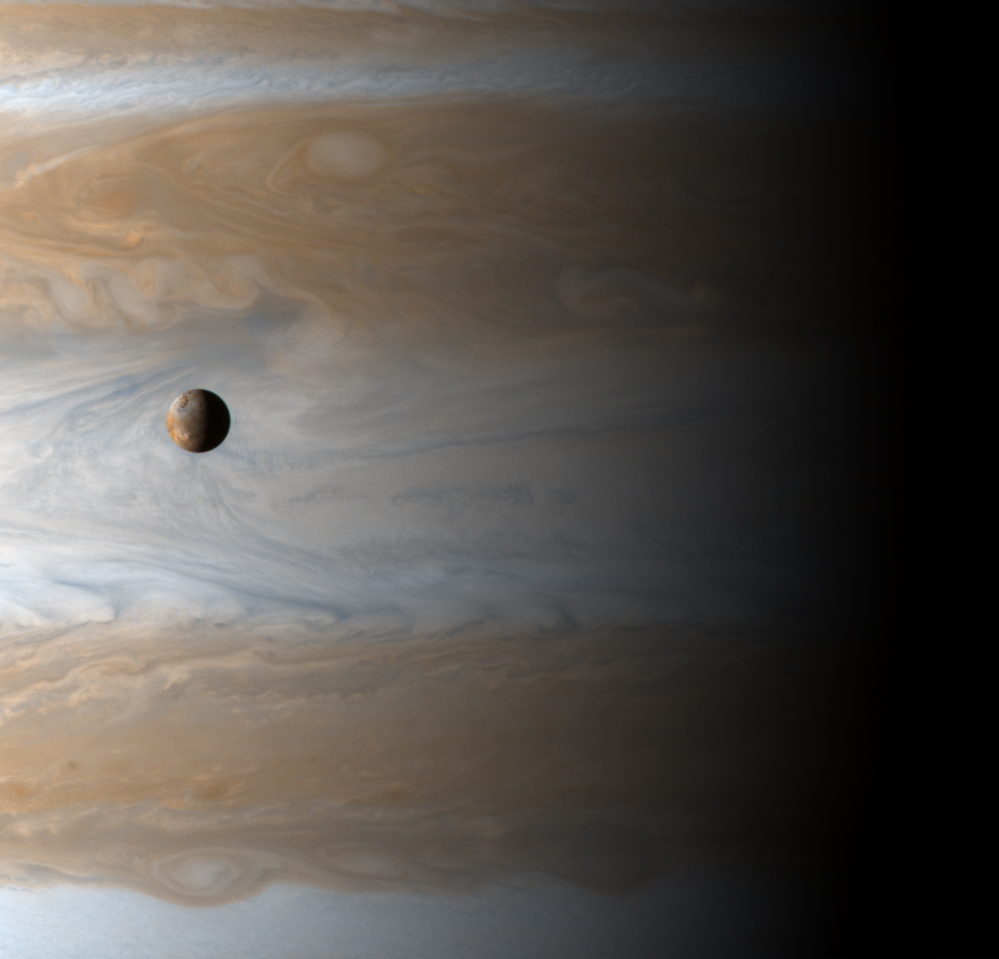
Cassini examinează planeta Jupiter și satelitul Io, 1 ianuarie 2001

În 2000, nava spațială Cassini a zburat lângă Jupiter în drum spre Saturn și a oferit unele dintre imaginile de cea mai înaltă rezoluție făcute vreodată planetei. La 19 decembrie 2000, sonda a fotografiat satelitul Himalia, dar rezoluția a fost prea mică pentru a dezvălui detalii de suprafață.
Sonda New Horizons a survolat Jupiter pentru asistență gravitațională în drum spre Pluto. Cea mai apropiată abordare a fost cea din 28 februarie 2007. Senzorii sondei au măsurat producția de plasmă de la vulcani de pe Io și au studiat în detaliu toți cei patru sateliți galileeni, și a observat de la distanță sateliții Himalia și Elara. Fotografierea sistemului Jupiter a început la 4 septembrie 2006.

#### MisiuneaGalileo

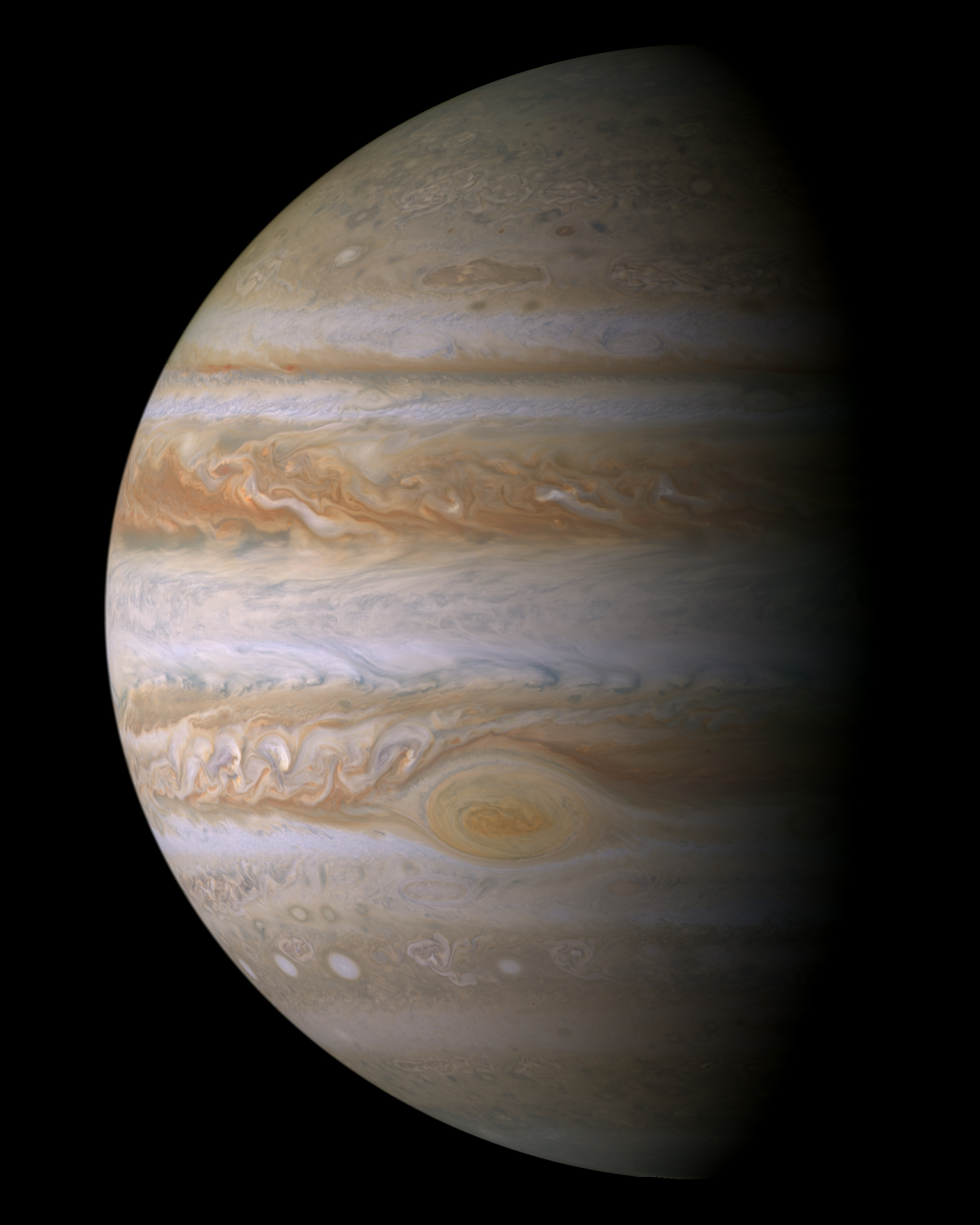
Jupiter văzut de sonda spațială Cassini

Prima navă spațială care a orbitat Jupiter a fost sonda Galileo, care a intrat pe orbită la 7 decembrie 1995. Aceasta a orbitat planeta timp de mai bine de șapte ani, survolând toți sateliții galileeni și  Amalthea. Nava a fost martora impactului cometei Shoemaker-Levy 9 cu Jupiter în 1994, oferind o oportunitate unică de a observa acest eveniment. Deși cantitatea de informații trimise de sonda Galileo a fost uriașă, lățimea de bandă preconizată a legăturii radio a fost limitată de o implementare eșuată a antenei radio.
În iulie 1995, o sondă atmosferică de titan de 340 de kilograme a fost eliberată din nava spațială, și a intrat în atmosfera lui Jupiter la 7 decembrie. S-a parașutat prin 150 km de atmosferă cu o viteză de aproximativ 2.575 km/h și a colectat date timp de 57,6 minute înainte de a fi strivită de presiune de presiune de aproximativ 23 de atmosfere la o temperatură de 153 °C.  Apoi s-a topit și probabil s-a evaporat. Sonda Galileo însăși a experimentat o versiune mai rapidă a aceleiași soarte atunci când a fost direcționată în mod deliberat către un curs de coliziune cu planeta la 21 septembrie 2003, cu o viteză de peste 50 km/s.  Oamenii de știință au decis să facă acest pas pentru a evita orice posibilitate de impact și posibilă contaminare a Europei - satelitul, despre care se crede că are condițiile necesare pentru a adăposti viața.
Datele acestei misiuni au relevat că hidrogenul compune până la 90% din atmosfera lui Jupiter. Temperatura înregistrată a fost mai mare de 300 °C și viteza vântului a măsurat mai mult de 644 km/h înainte ca sondele să fie vaporizate.

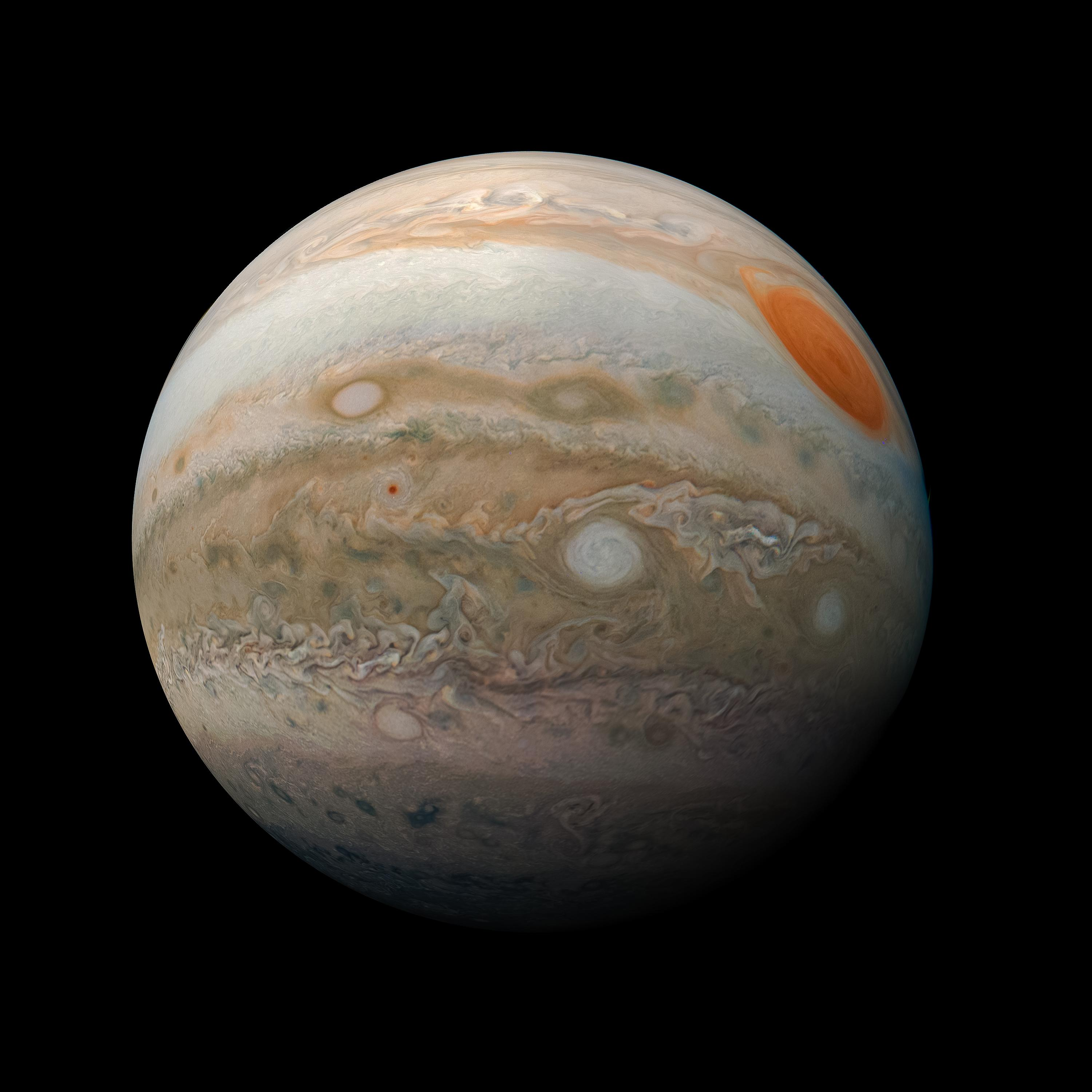
Jupiter văzut de Juno
(12 februarie 2019)

#### MisiuneaJuno
Misiunea NASA Juno a ajuns la Jupiter la 5 iulie 2016 pentru a începe o investigație științifică a planetei. Misiunea lui Juno este de a măsura compoziția lui Jupiter, câmpul gravitațional, câmpul magnetic și magnetosfera polară. De asemenea, va căuta indicii despre cum s-a format planeta, inclusiv dacă are un nucleu stâncos, cantitatea de apă prezentă în atmosfera profundă, distribuția masei și vânturile ei adânci, care pot atinge viteze de până la 618 km/h. Orbitele au fost planificate cu atenție pentru a reduce la minimum contactul cu centurile de radiații dense ale lui Jupiter, care pot deteriora electronica vehiculului spațial și panourile solare.

#### Misiuni viitoare
Următoarea misiune planificată a sistemului jovian va fi Jupiter Icy Moon Explorer (JUICE) a Agenției Spațiale Europene care va fi lansată în 2022, urmată în 2023 de misiunea Europa Clipper a NASA.

#### Misiuni anulate
A existat un mare interes în studierea în detaliu a sateliților înghețași din cauza posibilității unor oceane lichide subterane pe Europa, Ganymede și Callisto. Dificultățile de finanțare au întârziat progresul. Misiunea NASA Jupiter Icy Moons Orbiter a fost anulată în 2005. O propunere ulterioară a fost dezvoltat pentru o misiune în colaborare NASA/ESA numită EJSM/Laplace, cu o dată de lansare provizorie în jurul anului 2020. EJSM/Laplace ar fi constat în Jupiter Europa Orbiter al NASA și Jupiter Ganymede Orbiter al ESA. ESA a încheiat oficial parteneriatul în aprilie 2011, citând probleme bugetare la NASA și consecințele asupra calendarului misiunii. În schimb, ESA a planificat să meargă înainte cu o misiune unică europeană, Jupiter Icy Moon Explorer (JUICE).

## Sateliți
Jupiter are 79 de sateliți naturali cunoscuți. Dintre aceștia, 63 au mai puțin de 10 kilometri în diametru și au fost descoperiți abia din 1975. Primii patru sateliți ca mărime, vizibili de pe Pământ cu binoclu într-o noapte senină, cunoscuți sub numele de „sateliții galileeni”, sunt: Io, Europa, Ganymede și Callisto.

### Sateliții galileeni
Sateliții descoperiți de Galileo — Io, Europa, Ganymede și Callisto — sunt printre cei mai mari sateliți din Sistemul Solar. Orbitele a trei dintre ele (Io, Europa și Ganymede) formează un model cunoscut sub numele de rezonanță Laplace; pentru fiecare patru orbite pe care Io le face în jurul lui Jupiter, Europa face exact două orbite și Ganymede face exact una. Această rezonanță face ca efectele gravitaționale ale celor trei sateliți mari să-și distorsioneze orbitele în forme eliptice, deoarece fiecare satelit este atras în plus de vecini în aceeași orbită la fiecare orbită pe care o face. Pe de altă parte, forță mareică de la Jupiter lucrează pentru circularizarea orbitele lor.
Excentricitatea orbitelor lor determină deformări regulate ale formei celor trei sateliți, gravitația lui Jupiter întinzându-le atunci când se apropie și permițându-le să revină la o formă mai sferică atunci când se îndepărtează. Această flexare mareică încălzește interioarele sateliților prin frecare. Acest lucru este cel mai evident în exemplul activității vulcanice extrem de intense a lui Io (satelitul care este supus celor mai puternice forțe mareice), și într-o măsură mai mică pe suprafața geologică a Europei.  
| \| Nume \| Diametru \| Diametru \| Masă \| Masă \| Rată orbitală \| Rată orbitală \| Perioadă orbitală \| Perioadă orbitală \| \| Nume \| km \| % \| kg \| % \| km \| % \| zile \| % \| \| -------- \| -------- \| -------- \| --------- \| ---- \| ------------- \| ------------- \| ----------------- \| ----------------- \| \| Io \| 3.643 \| 105 \| 8,9×1022 \| 120 \| 421.700 \| 110 \| 1,77 \| 7 \| \| Europa \| 3.122 \| 90 \| 4,8×1022 \| 65 \| 671.034 \| 175 \| 3,55 \| 13 \| \| Ganymede \| 5.262 \| 150 \| 14,8×1022 \| 200 \| 1.070.412 \| 280 \| 7,15 \| 26 \| \| Callisto \| 4.821 \| 140 \| 10,8×1022 \| 150 \| 1.882.709 \| 490 \| 16,69 \| 61 \| |          |          |           |      |               |               |                   |                   |
| Sateliții galileeni. De la stânga la dreapta, în ordinea creșterii distanței față de Jupiter: Io, Europa, Ganymede, Callisto. |          |          |           |      |               |               |                   |                   |
| Sateliții galileeni Io, Europa, Ganymede, Callisto (în ordinea creșterii distanței față de Jupiter) |          |          |           |      |               |               |                   |                   |
| Nume | Diametru | Diametru | Masă      | Masă | Rată orbitală | Rată orbitală | Perioadă orbitală | Perioadă orbitală |
| Nume | km       | %        | kg        | %    | km            | %             | zile              | %                 |
| Io | 3.643    | 105      | 8,9×1022  | 120  | 421.700       | 110           | 1,77              | 7                 |
| Europa | 3.122    | 90       | 4,8×1022  | 65   | 671.034       | 175           | 3,55              | 13                |
| Ganymede | 5.262    | 150      | 14,8×1022 | 200  | 1.070.412     | 280           | 7,15              | 26                |
| Callisto | 4.821    | 140      | 10,8×1022 | 150  | 1.882.709     | 490           | 16,69             | 61                |

### Clasificare
Înainte de descoperirile misiunilor Voyager, sateliții lui Jupiter erau împărțiți uniform în patru grupuri de patru, pe baza similitudinii elementelor lor orbitale. De atunci, numărul mare de noi sateliți a necesitat o schimbare a clasificării. În prezent, există șase grupuri principale, deși unele sunt mai distincte decât altele.
Împărțirea de bază distinge opt sateliți interni și sateliții neregulați. Sateliții obișnuiți ale planetei au orbite aproape circulare situate în apropierea planului ecuatorului lui Jupiter și se crede că s-au format simultan cu acesta. Restul sateliților este alcătuit dintr-un număr necunoscut de sateliți mici cu orbite extrem de eliptice și înclinate, despre care se crede că sunt asteroizi capturați sau fragmente din astfel de corpuri. Sateliții neregulați au parametri de orbită similari și, prin urmare, pot avea o origine comună, poate ca un satelit mai mare sau un corp capturat care s-a fragmentat.
| Sateliți obișnuiți  | Sateliți obișnuiți |
| ------------------- | --- |
| Grupul interior     | Grupul interior din patru sateliți mici, toți au diametre mai mici de 200 km, orbită la raze mai mici de 200.000 km și au înclinații orbitale mai mici de jumătate de grad.            |
| Sateliții galileeni | Acești patru sateliți, descoperiți de Galileo Galilei și de Simon Marius în paralel, orbitează între 400.000 și 2.000.000 km și sunt printre cei mai mari sateliți din Sistemul Solar. |
| Sateliți neregulați | |
| Themisto            | Aceasta este singurul satelit care aparține unui grup propriu, orbitând la jumătatea distanței dintre lunile galileene și grupul Himalia.                                              |
| Grupul Himalia      | Un grup de sateliți strâns grupați cu orbite în jurul a 11.000.000–12.000.000 km de Jupiter.                                                                                           |
| Carpo               | Un alt caz izolat; la marginea interioară a grupului Ananke, acesta orbitează pe Jupiter în mișcare dreaptă.                                                                           |
| Valetudo            | Un al treilea caz izolat, care orbitează pe Jupiter în mișcare dreaptă, dar se suprapune grupurilor retrograde enumerate mai jos; aceasta poate duce la o viitoare coliziune.          |
| Grupul Ananke       | Un grup de sateliți neregulați ai lui Jupiter, care se deplasează înapoi, pe orbite cu înclinație medie de 149°, cu o medie de 21.276.000 km de planetă.                               |
| Grupul Carme        | Un grup retrograd destul de distinct care are o medie de 23.404.000 km de Jupiter, cu o înclinație medie de 165°.                                                                      |
| Grupul Pasiphae     | Un grup retrograd dispersat și doar vag distinct, care acoperă toți sateliții ultraperiferici.                                                                                         |

### Inele planetare

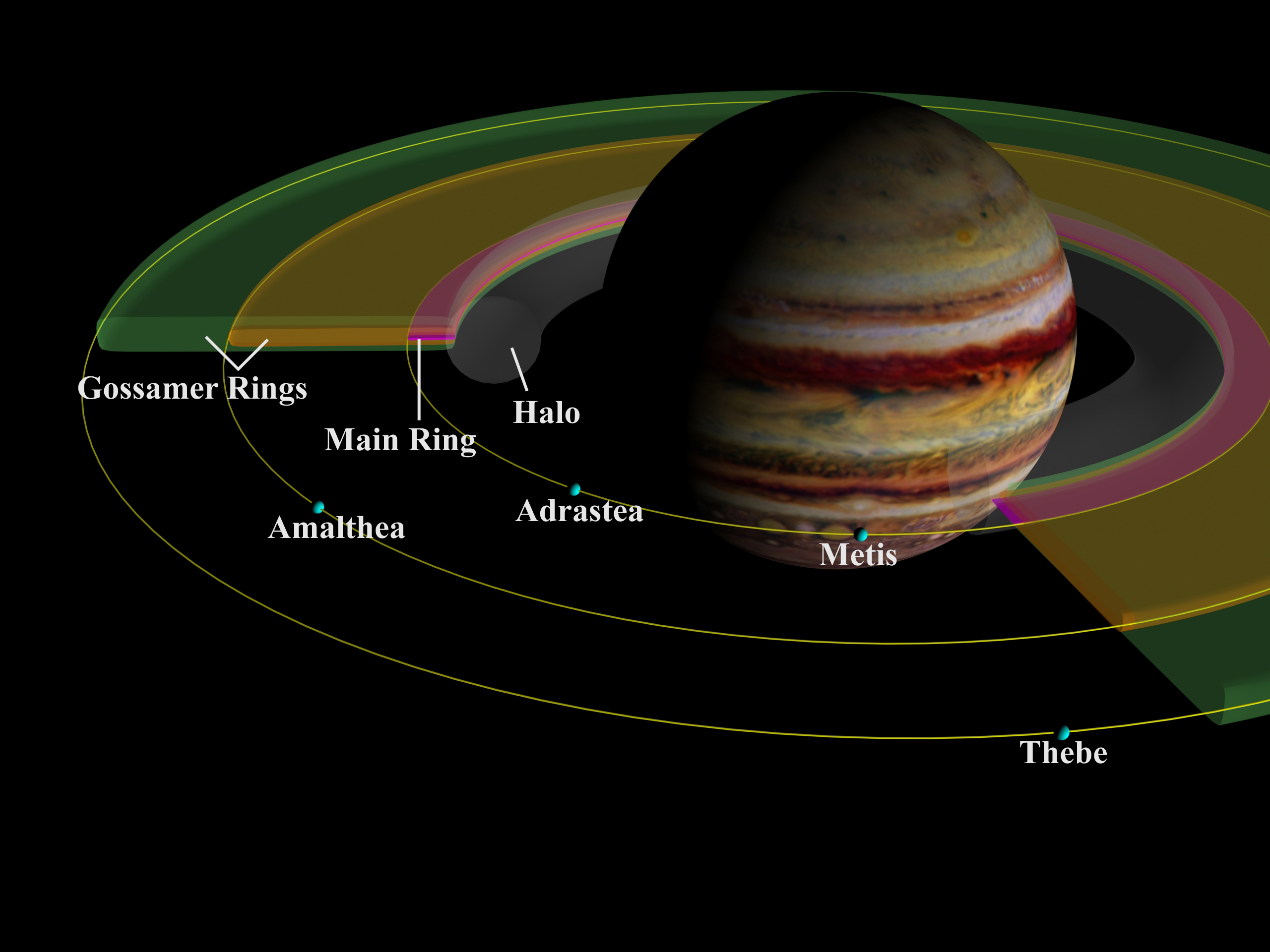
Inelele lui Jupiter

Jupiter are un sistem slab de inele planetare alcătuit din trei segmente principale: un tor interior de particule cunoscut sub numele de halou, un inel principal relativ luminos și un inel exterior. Aceste inele par a fi făcute din praf, mai degrabă decât din gheață ca inelele lui Saturn. Inelul principal este probabil format din materialul evacuat de sateliții  Adrastea și Metis. Materialul care ar cădea în mod normal pe satelit este tras de Jupiter din cauza influenței sale gravitaționale puternice. Orbita materialului se îndreaptă spre Jupiter și materialul nou se adaugă prin impacturi suplimentare. Într-un mod similar, sateliții Thebe și Amalthea produc probabil cele două componente distincte ale inelului exterior. Există dovezi despre o bandă de particule stâncoase pe orbita Amaltea care ar fi putut fi ejectate de impacturile de pe suprafața acestui satelit.

## Interacțiunea cu Sistemul Solar
Alături de Soare, influența gravitațională a lui Jupiter a ajutat la modelarea Sistemului Solar. Orbitele majorității planetelor sistemului se află mai aproape de planul orbital al lui Jupiter decât de planul ecuatorial al Soarelui (Mercur este singura planetă care este mai aproape de ecuatorul Soarelui în înclinarea orbitală), Golurile Kirkwood din centura de asteroizi sunt cauzate în mare parte de Jupiter, iar planeta ar fi putut fi responsabilă de Marele bombardament târziu din istoria Sistemului Solar interior.

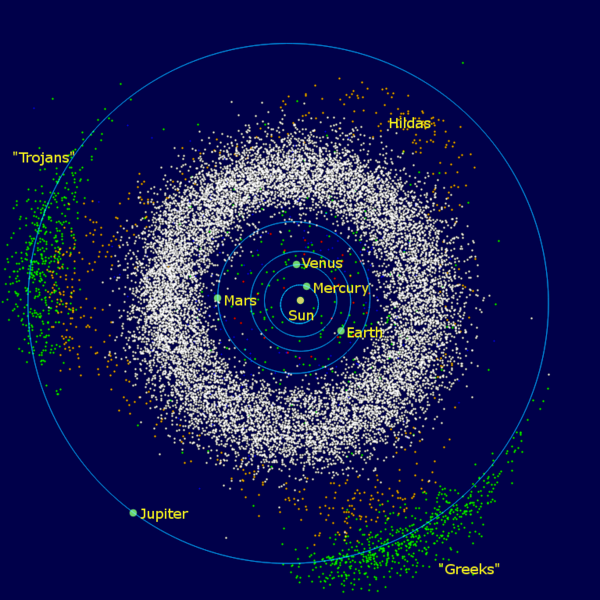
Această diagramă arată asteroizii troieni pe orbita lui Jupiter (în verde), precum și centura principală a asteroizilor (în alb).

Alături de sateliții săi, câmpul gravitațional al lui Jupiter controlează numeroși asteroizi care s-au instalat în regiunile Punctelor Lagrange  și care urmează pe Jupiter pe orbita sa din jurul Soarelui. Aceștia sunt cunoscuți sub numele de asteroizi troieni și sunt împărțiți în „tabere” grecești și troiene pentru a comemora Iliada. Primul dintre aceștia, 588 Ahile, a fost descoperit de Max Wolf în 1906; de atunci au fost descoperite peste două mii. Cel mai mare este 624 Hector. 
Majoritatea cometelor de scurtă durată aparțin familiei Jupiter - definite drept comete cu axe semimajore mai mici decât cele ale lui Jupiter. Cometele familiei Jupiter se consideră că se formează în centura Kuiper în afara orbitei planetei Neptun. În timpul întâlnirilor strânse cu Jupiter orbitele lor sunt perturbate ceea ce a scurtat perioada lor de circulație iar apoi datorită interacțiunii gravitaționale regulate cu Soarele și Jupiter, orbitele au devenit mai circulare.
Datorită magnitudinii masei lui Jupiter, centrul de greutate dintre acesta și Soare se află chiar deasupra suprafeței Soarelui. Jupiter este singurul corp din Sistemul Solar pentru care acest lucru este adevărat. 

### Coliziuni

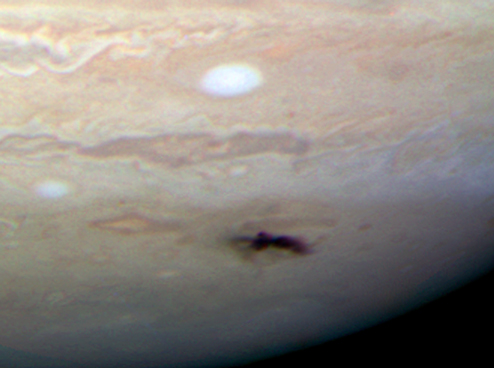
O fotografie realizată la 23 iulie 2009 de Telescopul Spațial Hubble arată o urmă a evenimentului de impact din 2009 cu Jupiter. Zona de impact a cuprins 190.000.000 km^{2}, aproximativ dimensiunea Oceanului Pacific.

Jupiter a fost numit aspirator al Sistemului Solar, datorită imensei sale gravitații și a amplasării în apropierea Sistemului Solar interior. Acesta primește cele mai frecvente impacturi cu comete și asteroizi. S-a crezut că planeta servea pentru a proteja parțial sistemul interior de bombardamentele cometare. Totuși, simulări pe calculator din 2008 sugerează că Jupiter nu provoacă o scădere netă a numărului de comete care trec prin Sistemul Solar interior, deoarece gravitația sa perturbă orbitele lor spre sistemul interior, de câte ori le accelerează sau le evacuează. Acest subiect rămâne controversat în rândul oamenilor de știință, deoarece unii consideră că trimite comete din centura Kuiper către Pământ în timp ce alții cred că Jupiter protejează Pământul de presupusul nor Oort.  Jupiter experimentează de aproximativ 200 de ori mai multe impacte cu asteroizi și comete decât Pământul.
Un studiu din 1997 asupra desenelor astronomice timpurii sugerează că Giovanni Cassini ar fi putut înregistra urmele impactului unei comete asupra lui Jupiter încă din 1690. Inițial, studiul conținea alte opt observații ca fiind potențiale de impact, pe care Cassini și alții  le-au înregistrat între 1664 și 1839, însă ulterior s-a stabilit că probabilitatea ca acesta să fie de la un impact este scăzută sau zero.
Printre descoperirile mai recente se numără următoarele:
1. O minge de foc a fost fotografiată de Voyager 1 în timpul întâlnirii sale cu Jupiter din martie 1979.[141]
2. În perioada 16 iulie 1994 - 22 iulie 1994, peste 20 de fragmente din cometa Shoemaker–Levy 9 s-au ciocnit cu emisfera sudică a lui Jupiter, oferind prima observare directă a unei coliziuni între două obiecte ale Sistemului Solar. Acest impact a furnizat date utile despre compoziția atmosferei lui Jupiter.[142][143]
3. La 19 iulie 2009, un impact a avut loc lângă polul sud al planetei.[144][145] Impactul a lăsat o urmă sub forma unei pete negre în atmosfera planetei, similar ca dimensiune cu Oval BA. Observațiile în infraroșu au indicat un punct luminos unde a avut loc impactul, ceea ce înseamnă că impactul a încălzit atmosfera inferioară din regiunea polului.[146] Urmele de coliziune au dispărut mai repede decât impactul cometei din 1994, deoarece - așa cum au arătat observațiile ultraviolete - impactul nu a creat particule fine de praf. Analizele orbitelor posibile ale corpului responsabil de coliziune sugerează că a fost un asteroid din Familia Hilda [147] sau un obiect cu o orbită similară centaurului 2005 TS 100 cu un diametru de 200-500 m.
4. La 3 iunie 2010, un astronom amator din Australia a detectat o minge de foc, mai mică decât impactul observat anterior (1979). Ulterior, s-a descoperit că evenimentul a fost capturat în videoclip de un alt astronom amator din Filipine.[148]
5. O altă minge de foc a fost văzută la 20 august 2010.[149]
6. La 10 septembrie 2012, a fost detectată o altă minge de foc.[141][150]
7. La 17 martie 2016, un asteroid sau o cometă a lovit Jupiter și evenimentul a fost filmat.[151]